# Horizontaler Strahlrücklauf
Als horizontalen Strahlrücklauf bezeichnet man bei einem Bildschirm den „Zeilenrücklauf“ des Elektronenstrahls.
Bei einem Kathodenstrahlröhrenbildschirm wird das Bild Zeile für Zeile aufgebaut. Ist dieser mit einer Zeile fertig, dann läuft er wieder zurück zu der Seite, von der er angefangen hat und fängt mit der nächsten Zeile an. Dieses Zurücklaufen bezeichnet man als horizontalen Strahlrücklauf.
Ist nun der Bildschirm mit dem Aufbau des ganzen Bildes fertig, dann läuft er wieder zurück nach oben und fängt seine Arbeit von vorne an. Dieses Zurücklaufen nach oben bezeichnet man als vertikalen Strahlrücklauf (siehe auch VSync).

## Nutzen
Während die Grafikkarte Daten an den Bildschirm sendet, damit er diese anzeigt, kann man nicht in den Grafikspeicher schreiben. Bei einem horizontalen Strahlrücklauf müssen aber keine Daten gesendet werden. In dieser Zeit gibt die Grafikkarte den Grafikspeicher zum Schreiben oder Lesen frei. Diese kurze Zeit kann man nutzen, um die Daten zu aktualisieren.